# Otto Scheib

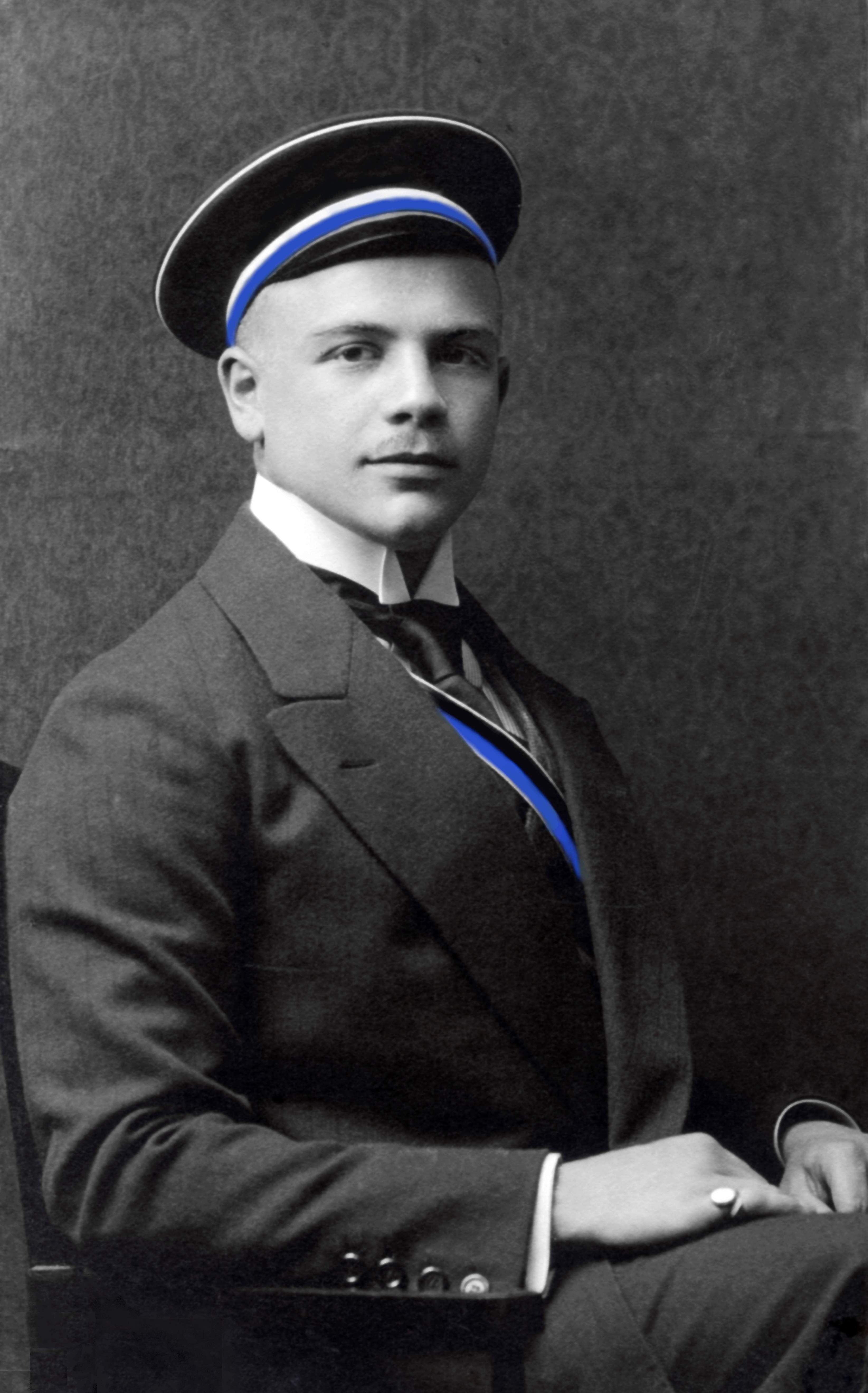
Otto Scheib (1913)

Otto Scheib (* 18. Februar 1893 in Köln; † 13. März 1965 ebenda) war ein deutscher Architekt und Stadtplaner.

## Leben
Otto Scheib war der Sohn des Maurermeisters und Architekten Friedrich Franz „Fritz“ Scheib (1854–1898) und seiner Ehefrau Wilhelmine Apollonia geb. Fegers.
Scheib studierte zunächst an der Technischen Hochschule München. Am 21. April 1912 wurde er Fuchs im Corps Suevia München. Er wurde am 22. November 1912 recipiert und am 5. August 1914 – vier Tage nach Deutschlands Eintritt in den Ersten Weltkrieg – inaktiviert. Mit dem Kürassier-Regiment „Graf Gessler“ (Rheinisches) Nr. 8 kämpfte er in den Flandernschlachten und in den Isonzoschlachten. Als Köln nach dem Krieg wieder Universitätsstadt wurde (Universität zu Köln), half er bei der Rekonstitution der Friso-Luneburgia. Aus Dankbarkeit verlieh sie ihm 1920 das Band. Er setzte sein Studium an der Technischen Hochschule Aachen fort und erwarb den akademischen Grad eines Diplom-Ingenieurs. 1921 bestand er das Staatsexamen und wurde zum Regierungsbaumeister, d. h. zum Assessor in der öffentlichen Bauverwaltung ernannt. Er entschied sich aber gegen eine weitere Karriere als Baubeamter und war ab 1924 als freiberuflicher Architekt in Köln tätig. In Oberhausen baute er 1928 das Ruhrwachthaus und für die Leonhard Tietz AG das angrenzende Kaufhaus (heute Bert-Brecht-Haus (Oberhausen)), ein viel beachtetes Ensemble des Backsteinexpressionismus im Ruhrgebiet. Als Stadtplaner hatte er für Köln Bedeutung: Die Verbindung der rechts- und linksrheinischen Stadthälften, Parkanlagen, „sozialer“ Wohnungsbau und die Naumannsiedlung in Riehl (Köln) waren seine Anliegen. Er schuf Industriebauten für den Eschweiler Bergwerks-Verein, Wohnungsbauten, Schulen und das Kreis-Kriegerdenkmal 1914–18 auf dem Fort I im heutigen Friedenspark (Köln) in Köln.
Scheib war seit 1934 verheiratet mit Irma geb. Ludwigs. Mit ihr hatte er zwei Söhne, den Kirchenhistoriker Otto Scheib und den Justitiar Peter Scheib (CDU).